# Савченко Микола Лаврінович
Савченко Микола Лаврінович  (псевдо: «Петро Миколенко», «Байда», «377») (* 20 лютого 1921, с. Березова Лука, Миргородський повіт, Полтавська губернія — пом. 1 січня 1979, Детройт, США) — хорунжий УПА, командир сотні «Східняки», заст.командира ТВ-26 «Лемко», командир 2-го Перемиського куреня. Заступник керівника Місії УПА за кордоном. Член Закордонного представництва УГВР у 1948—1950 рр. Співорганізатор і неодноразовий голова Об'єднання колишніх вояків УПА в США. Ініціатор створення торонтського Видавничого комітету «Літопис УПА», його засновник.
Лицар Золотого Хреста Бойової Заслуги 1-го класу.

## У лавах РСЧА
Народився 20 лютого 1921 року у с.Березова Лука Гадяцького району Полтавської області у селянській родині. Закінчив десятирічку та керамічний технікум у Миргороді. В РСЧА отримав звання лейтенанта, під час відступу Червоної армії залишився на Полтавщині.

## У лавах УПА

Члени РЧ УПА (сидять зліва направо): Михайло Дуда «Громенко»‚ член управи табору Ді-Пі Володимир Кліш, Петро Миколенко «Байда»; (стоять зліва направо) Володимир Хомин-Чарський «Беркут», Модест Ріпецький «Горислав», Петро Гнатюк «Дорош»‚ Богдан Яньо-Крук «Мельодія», Лев Футала «Лагідний». Регенсбург‚ 1947 р.

(м. Регенсбург, 3.03.1948). Зліва направо: Микола Фриз («Вернигора»)‚ Петро Миколенко («Байда»), Михайло Озимко («Залізняк»), Роман Боднар («Сагайдачний»), Михайло Борис («Жан»)‚ Модест Ріпецький («Горислав»), Степан Ґоляш («Мар»)‚ Михайло Дуда («Громенко»), Зиновій Соколюк («Семенів»).

З кінця 1943 року він зголосився до УПА в Карпатах, призначений командиром підрозділу ВО-5 «Маківка» на Дрогобиччині, частини охорони Великого Збору УГВР у липні 1944 року.
У серпні 1944-го очолив сотню «Східняки», в якій служили колишні червоноармійці, уродженці центральних та східних областей України. 15 вересня 1944 року сотня «Байди» ввійшла до Лемківського загону ВО-6 «Сян», який підпорядковувався тимчасовій спеціальній військовій окрузі УПА-Захід-Карпати, що існувала протягом двох місяців (серпень-вересень 1944) на території, ще зайнятій німцями.
Після зміни лінії фронту — залишився в Лемківському курені, впродовж жовтня-листопада рейдував по Станиславівщині та Дрогобиччині. В поворотному рейді на Лемківщину його сотня провела 17 листопада 1944 року оборонний бій в околиці с. Сторонна Дрогобицького району, в якому відбила численні атаки ворога.
У січні 1945 року сотня перейшла згідно з наказом Головного Військового Штабу УПА на північно-східню Тернопільщину вже без «Петра Миколенка», який тяжко захворів на запалення нирок. Однак восени «Байда» був покликаний на посаду курінного ад'ютанта й підвищений до старшого булавного з датою старшинства від 1 січня 1946 року. У лютому 1946 р. «Байда» був призначений заступником командира 26-го (Лемківського) ТВ «Лемко» та командиром Перемиського куреня. Від весни цього року він діяв зі своїми сотнями на Перемищині й був підвищений у званні до хорунжого з датою старшинства від 22 січня 1946 року.
В серпні 1947 року відділ УПА під керівництвом «Байди» здійснив успіший рейд на Захід.

## На еміграції
А у 1948 році Петро Миколенко (Савченко) Старшинським Збором був обраний командиром частин, що рейдували на Захід, згодом призначений заступником шефа Місії УПА за кордоном, членом ЗП УГВР у 1948–1950 р.р. Підвищений ЗП УГВР до майора з датою старшинства від 1 липня 1949 року.
Емігрував до США у 1950 році, де закінчив студії механічного інженерства, працював за фахом. Був активним в УАПЦ, громадському житті, комбатантських організаціях. Петро Миколенко (називав себе саме так, аби не постраждала родина в Україні) став одним із організаторів Об'єднання колишніх вояків УПА в США, обирався кілька разів його Головою. В 1973 році проявив себе з-поміж ініціяторів створення торонтського Видавничого комітету «Літопис УПА», став його засновником, членом та співробітником.
Помер легендарний командир УПА «Байда», уродженець Березової Луки Микола Лаврінович Савченко (Петро Миколенко), 1 січня 1979 року в Детройті (штат Мічиган, США).

## Вшанування пам'яті
Встановлено меморіальну дошку на будівлі Березоволуцького ліцею.
19 травня 2023 року у місті Полтава провулок Смирнова перейменували на провулок Миколи Савченка.
29 вересня 2023 року у місті Кременчук провулок Революціонерів перейменували на провулок Миколи Савченка.